# Талиб, Наджи
Наджи Талиб (араб. ناجي طالب‎; 1917, Насирия, Османская империя — 23 марта 2012, Багдад, Ирак) — иракский государственный деятель, премьер-министр Ирака (1966—1967).

## Биография
Получил высшее образование в британской военной академии.
- 1954—1955 гг. — военный атташе в посольстве Ирака в Великобритании,
- 1956 г. — вступил в антихашимитскую организацию Свободные офицеры. Активный участник июльской революции 1958 г.,
- 1958—1959 гг. — министр по социальным вопросам,
- 1959—1963 гг. — находился вне активной политической жизни.

После вооруженного переворота 8 февраля 1963 года занимал пост министра иностранных дел (1964—1965) и как компромиссная фигура между различными группировками в течение года был технократическим премьер-министром Ирака (1966—1967), возглавляя «кабинет национального единства». Одновременно занял пост министра нефти, успешно урегулировав отраслевой конфликт с Сирией и Иракской нефтяной компанией. В конфликте в иракском Курдистане смог добиться раскола в стане повстанцев, но не одержал над ними окончательной военной победы.
Это обстоятельство привело к потере поддержки главы правительства со стороны существенной части офицерского корпуса, и в результате межфракционной борьбы он был отправлен в отставку. Функции премьер-министра взял на себя президент Абдель Ареф. Вместе с Ахмедом Хасаном аль-Бакр и другими видными политиками подписал направленный Арефу меморандум, требуя увольнения премьер-министра Тахира Яхья, учреждения законодательного собрания и формирования нового правительства. Однако, политический кризис разрешился после июльского бескровного переворота 1968 г., организованного партией «БААС». Талиб был отправлен на пенсию, жил в эмиграции и вернулся в Ирак только в 2003 г. В Эль-Фаллудже он призвал американские войска оккупации проявлять сдержанность. В октябре 2005 года выступал в качестве посредника на переговорах с суннитами.

## Факты
- Наджи Талиб прожил больше чем кто-либо из президентов и премьер-министров Ирака.